# Marie Hüsing

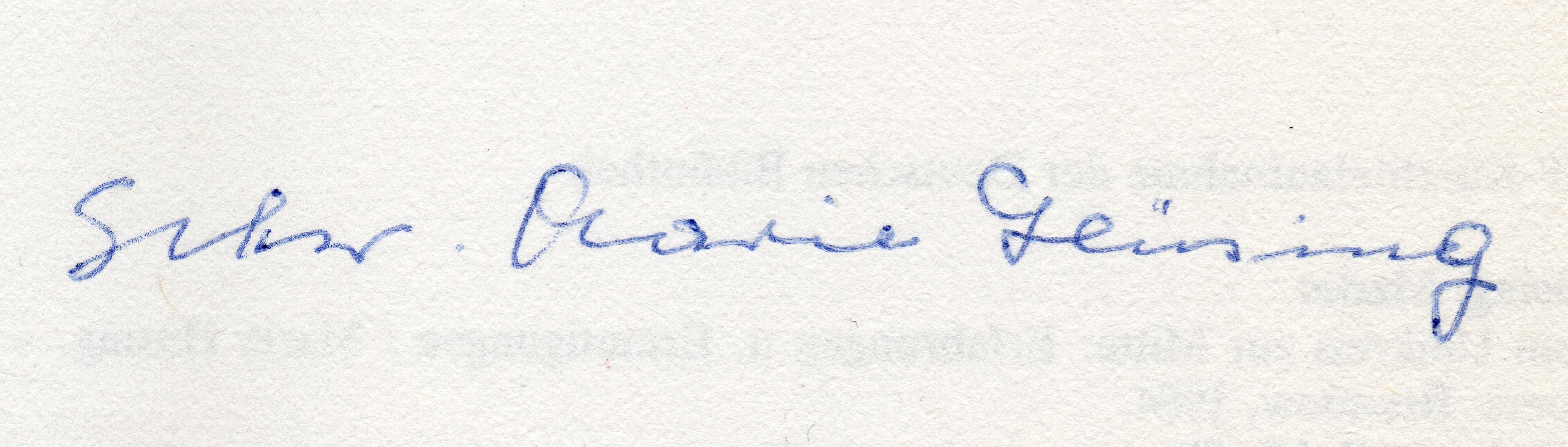
Signatur von Marie Hüsing (aus einem Buch)

Marie Hüsing (* 4. September 1909 in Obernbeck; † 9. September 1995 in Siegen-Geisweid) war eine evangelische Diakonisse, Dichterin und Schriftstellerin. Es erschienen über 40 Publikationen in Buchform und weitere Broschüren. Durch ihre Tätigkeit als Schriftstellerin und durch Leitung von Bibelfreizeiten und Vorträge erlangte die Diakonisse zu Lebzeiten in christlichen Kreisen Deutschlands Popularität.

## Leben

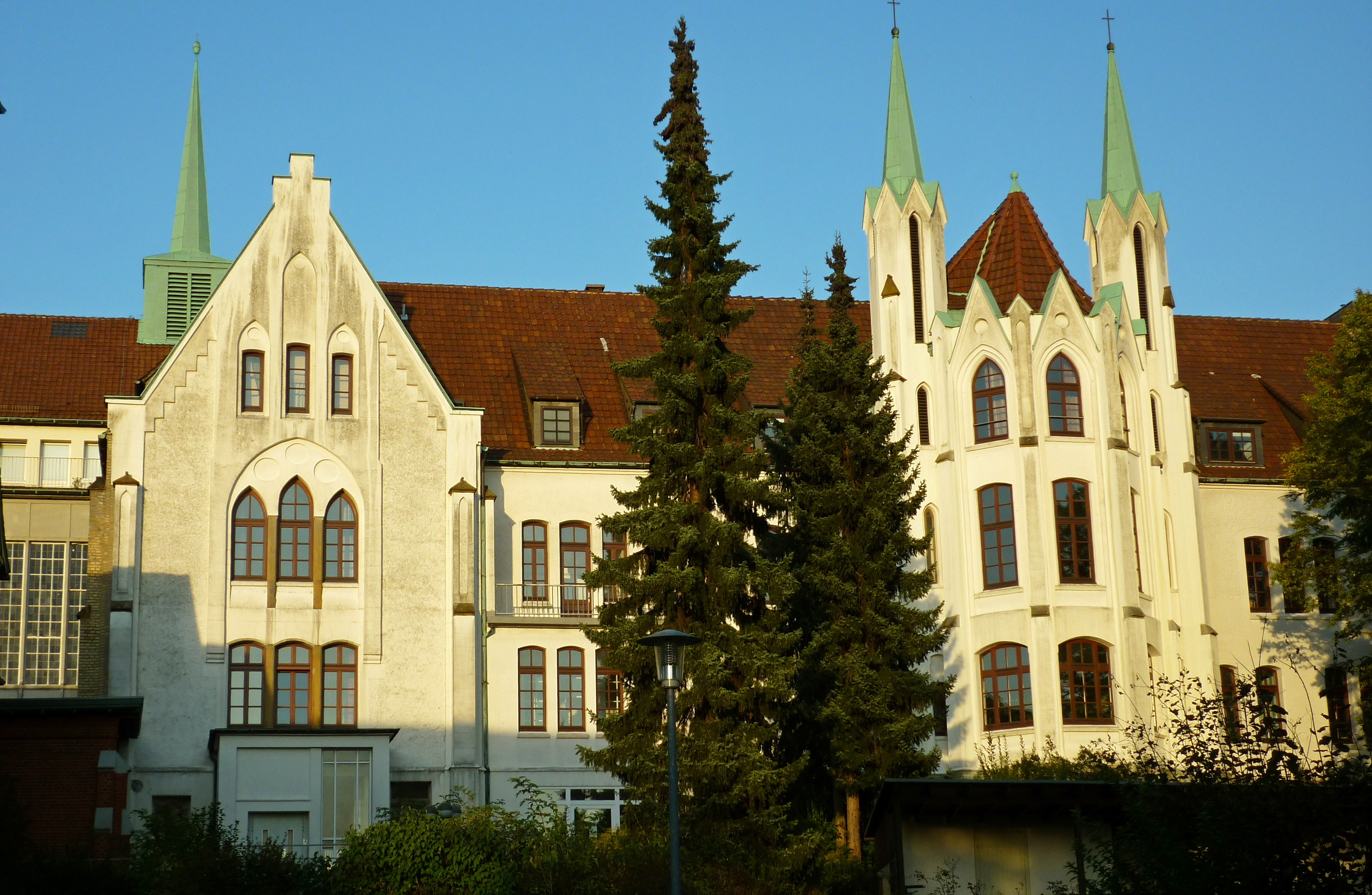
Das Mutterhaus der Sarepta Schwesternschaft

Marie Hüsing erlebte eine schwierige Kindheit im Kreis Herford in Westfalen. Zu dieser Zeit breitete sich die Tuberkulose in ihrer Heimat, dem Ravensberger Land rasant aus, wobei ihre Familie als Milchviehbauern besonders hart betroffen waren. Als Marie Hüsing sieben Jahre alt war, starb ihre Mutter daran. Ihr Vater befand sich zu diesem Zeitpunkt als Soldat im Ersten Weltkrieg. Durch den Tod weiterer Verwandten an dieser Infektionskrankheit musste sie mit ihren Geschwistern den elterlichen Hof in Obernbeck verlassen und zum Großvater nach Mennighüffen ziehen. Mit 14 Jahren führte sie allein den Haushalt der fünfköpfigen Familie, weil auch die zweite Ehefrau ihres Vaters gestorben war. Als ihre jüngere Schwester diese Aufgabe übernehmen konnte, kam sie ihrem Lebenswunsch nach und trat dem Mutterhaus der Sarepta-Schwesternschaft der Von Bodelschwinghschen Anstalten Bethel – heute v. Bodelschwinghsche Stiftungen Bethel – bei, um Diakonisse zu werden. Dort wurde sie ab 1938 zur Kranken-, Kinder- und Gemeindeschwester ausgebildet. Dort verbrachte sie die Jahre des Zweiten Weltkrieges.

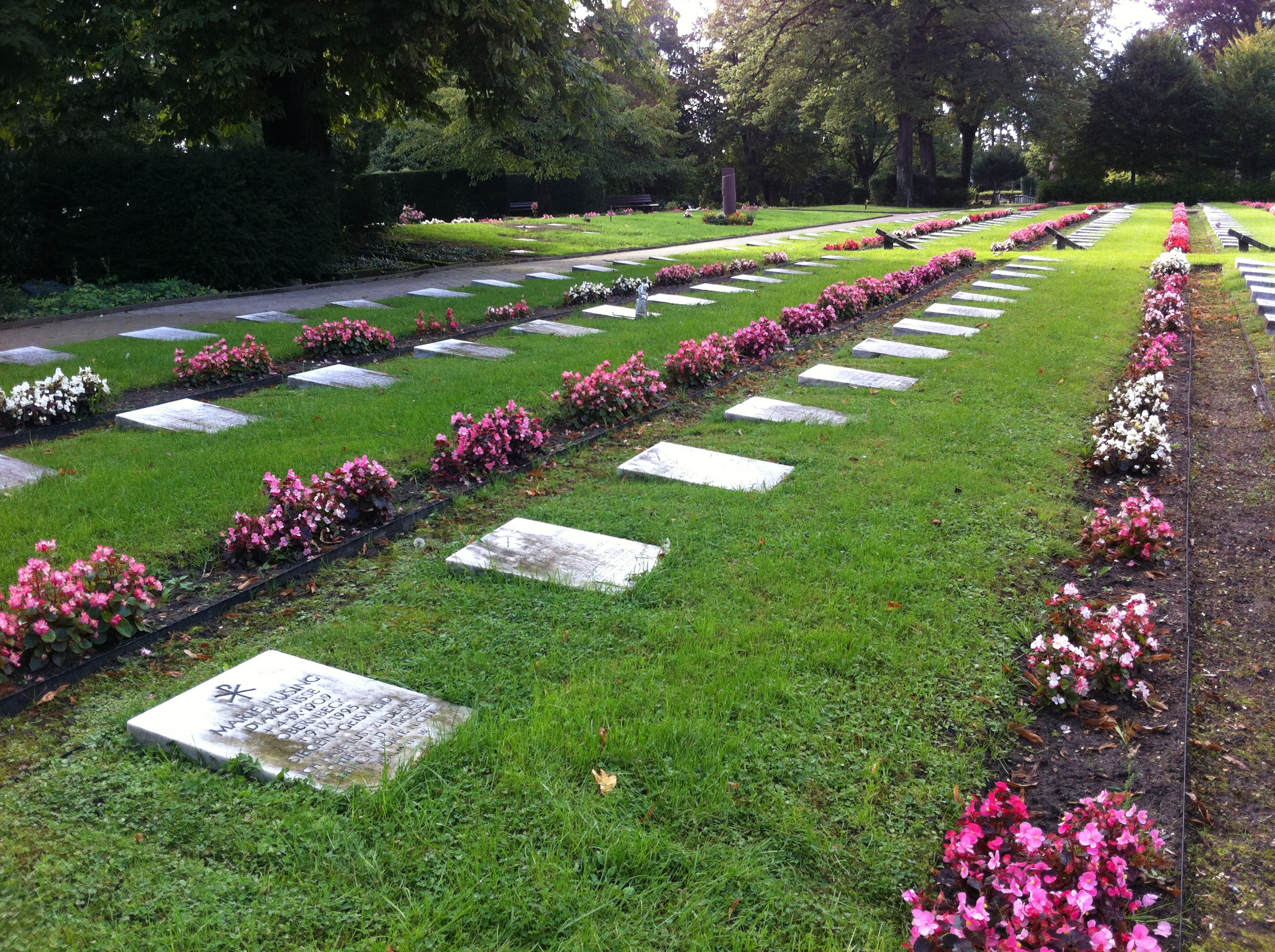
Im Vordergrund das Grab von Marie Hüsing auf dem Alten Friedhof in Bethel

Ab 1946 arbeitete sie für acht Jahre als Gemeindeschwester in der Christuskirchengemeinde Lüdenscheid-Wildmecke. Dort lernte sie den Pfarrer Paul Deitenbeck kennen, mit dem sie im Gemeindedienst und später auch literarisch zusammenarbeitete.
Von 1954 bis 1962 leitete sie die Pflegevorschule Winnebrockhaus in Halle (Westf.). Ab 1962 arbeitete sie acht Jahre in Stift Quernheim, Gemeinde Kirchlengern. Zuletzt betreute sie als Hausmutter psychisch kranke Menschen in Bethel, nahe ihrem Mutterhaus Sarepta.
Nach Beenden ihrer beruflichen Tätigkeit zog Marie Hüsing im Jahr 1974 zu ihrer Freundin und Arbeitskollegin Annemarie Karsemeijer nach Utrecht in die Niederlande. Dort nutzte sie ihre freie Zeit für die Arbeit als Schriftstellerin.
Sie leitete bis ins hohe Alter Bibelseminare und Freizeiten. Während einer von ihr geleiteten Freizeit im Haus Patmos in Siegen-Geisweid starb sie am 9. September 1995. Ihre letzte Ruhestätte befindet sich auf dem Alten Friedhof der von Bodelschwinghsche Stiftungen Bethel in Bielefeld.
Auch gegenwärtig werden Gedichte und Zitate von Marie Hüsing auf Webseiten, in Predigten und Gemeindebriefen verwendet. Durch Marie Hüsings Wohnsitz in Utrecht und die Übertragung der Textrechte an ihre niederländischen Freundin Annemarie Karsemeijer erschienen ihre Texte auch in den Niederlanden in Buchform und werden dort verwendet. Regelmäßig verwendet die Herrnhuter Brüdergemeine Texte von Marie Hüsing als „Dritten Text“ für ihre Herrnhuter Losungen und für den Gebetstext in den „Losungen für junge Leute“.
Eines der am häufigsten verwendeten Gedichte ist Unterwegs aus ihrem Buch Heller Horizont. Es ist noch heute als Karte und Poster erhältlich.

## Werke
- Die reiche Freundin. Brockhaus Wuppertal-Vohwinkel 1954.
- Reginas Geheimnis. Verlag Sonne und Schild, 1954.
- Du bist nicht allein!. Brendow Verlag, 1971.
- Lass dich beschenken!. Brendow Verlag, 1971.
- Anruf und Trost. Für jeden Tag das helfende Wort. Brendow Verlag, 1974.
- Frohe Pfingsten. Brendow Verlag 1975.
- Es lohnt sich, Christ zu sein. Kawohl Verlag, 1977.
- Zeichen Seiner Hand. Brendow Verlag 1977.
- Wohl aber vertiefen. Kawohl Verlag, 1978.
- Bewährungsproben. Brendow Verlag 1979.
- Herzliche Segenswünsche. Brendow Verlag 1979.
- Kleine Anfänge. Brendow Verlag 1979.
- Liebe kennt keine Schablonen. Brendow Verlag 1979
- Mehr als irgendeiner. Kawohl Verlag 1979.
- Offene Türen. Brendow Verlag 1979
- Zum Geburtstag. Brendow Verlag 1979
- Gott hat sein Schweigen durchbrochen.  Kawohl Verlag, 1980.
- Tropfen aus dem Strom. Brendow Verlag 1980.
- Bis zur Schwelle. Helfendes Geleit in der letzten Lebensphase.Brendow Verlag 1981
- In diesem Augenblick. Brendow Verlag 1981
- Er schenkt Dir Frieden. Wort-Gedanken zu Dorothea Steigerwald-Plastiken. Brendow Verlag, 1982.
- Das zweite Ja. Brendow Verlag, 1983.
- Elisabeth Fry, ein Leben für Christus. Brendow Verlag 1983
- Frohes Leuchten. Wort-Gedanken zu Dorothea Steigerwald-Plastiken. Brendow Verlag, 1983.
- Segenswünsche zum Geburtstag. Brendow Verlag, 1983.
- Unsere Zeit ist Gottes Zeit. Brendow Verlag, 1983.
- Herzliche Genesungswünsche. Brendow Verlag, 1984.
- Vom Umkreis zur Mitte – Erfahrungen und Ermutigungen. Brendow Verlag, 1984.
- Gute Wünsche zur Genesung. Brendow Verlag, 1985.
- Herzliche Geburtstagsgrüsse. Brendow Verlag, 1985.
- Wie sie sich dem Lichte öffnen. Bildband. Kawohl Verlag 1985
- Oasen der Güte. Tonskulpturen und Gedanken des Vertrauens. in Gemeinschaft mit Ilse Schlender, Kawohl Verlag, 1986.
- Der Freudenkalender. Brendow Verlag, 1987.
- Der Stern geht auf. Zum Advent. Brendow Verlag, 1988.
- Mit Jesus alle Tage - Tägliche Andachten. Kawohl Verlag, 1988.
- Erntezeit. Gedichte. Brendow Verlag, 1989.
- Heller Horizont. Notizen am Abend. Brendow Verlag, 1989.
- Überwiegend Heiter. Kawohl 1989
- Bis hierher hat Gott mich gebracht: zum Geburtstag. Brendow Verlag, 1990.
- Weichenstellungen – Entscheidende Situationen. Verlag für Jugend und Gemeinde, 1990.
- Wie eine helle Spur. Senioren in der Bibel. Verlag für Jugend und Gemeinde, 1990.
- Für stille Augenblicke. Bibelworte und Gebete. Kawohl Verlag, 1992.
- Gott liebt unsere leeren Haende. Kawohl Verlag, 1992.
- ... wie die Kinder. Kurzgeschichten und Gedichte. Kawohl Verlag, 1992.
- Eine unvergessliche Erinnerung und andere Erzählungen. Kawohl Verlag, 1993.
- Füg den Jahren Leben zu – Frohe Alte. ERF-Verlag, 1993
- Herzlich Willkommen – Zur Geburt. Brendow Verlag, 1994.
- Eindrücke von unterwegs. Kawohl Verlag 1995.
- Ich wünsche dir alles Gute. Brendow Verlag, 1995.
- Vergiss das Staunen nicht. Kawohl Verlag, 1996.
- Wunderbar getragen: Gebete für jeden Tag. Kawohl Verlag, 2000
- Wunderbar geschaffen, Verse zum Danken und Staunen. Kawohl Verlag, 2001

### Publikationen in den Niederlanden (Auswahl)

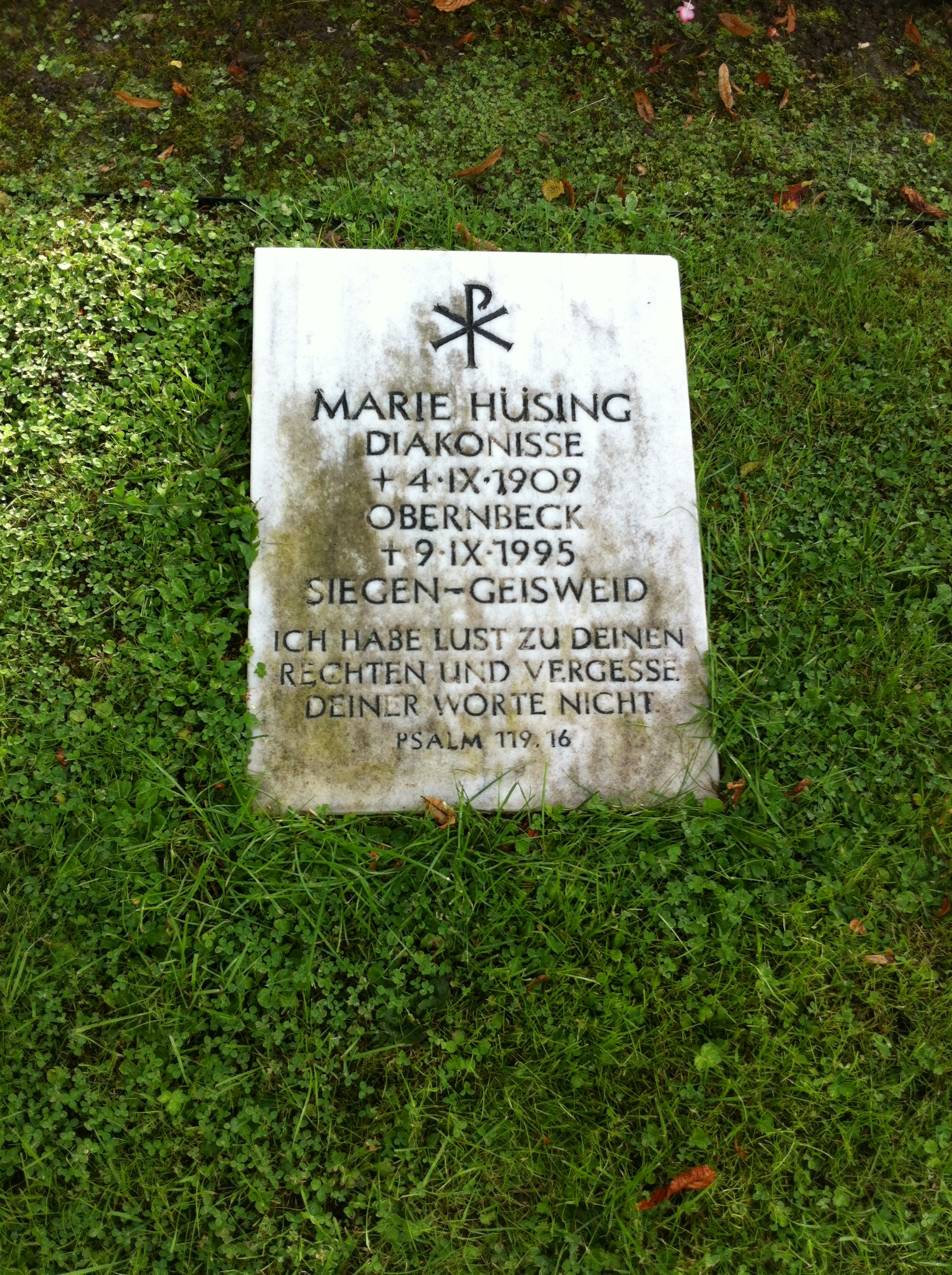
Die Grabstätte von Marie Hüsing auf dem Alten Friedhof in Bethel

- Een moment met God : bijbels dagboek. Uitgeverij Boekencentrum, 's-Gravenhage 1980.
- Vergaderopeningen. Uitgeverij Boekencentrum, 's-Gravenhage 1982.
- Om mee te beginnen : gedachten voor vergaderopeningen en meditatieve momenten. Uitg. Boekencentrum, Zoetermeer 1998.
- Bid elke dag : 365 gebeden voor het hele jaar. Uitg. Boekencentrum, Zoetermeer 2002.

## Publikationen zum 100. Geburtstag
- Kleine Oasen der Güte 2009 – Kalender. Kawohl Verlag, 2008.
- Mit Jesus alle Tage – Tägliche Andachten von Marie Hüsing. Sonderausgabe zum 100. Geburtstag. Kawohl Verlag, 2008.

## Werke auf Tonträgern
Marie Hüsing besprach Tonkassetten und hielt Andachten im Evangeliumsrundfunk (ERF).
Im Jahr 1983 wurde eine Schallplatte mit Musikstücken und ihren Texten veröffentlicht, die vom Schweizer Komponisten Gordon Schultz vertont wurde.
- Mit ihm unterwegs. LP und Musiccassette. Schulte & Gerth Verlag, Asslar 1983.